# 原摩利彦
原 摩利彦（はら まりひこ、1983年 - ）は、大阪府出身、京都府在住の日本の音楽家。京都大学教育学部卒業。同大学大学院教育学研究科修士課程中退。
静けさの中の強さを軸にピアノを中心とした室内楽やフィールドレコーディング、電子音を用いた音響作品、舞台・現代アート・映画など、さまざまな媒体形式で制作活動を行う。京都のアーティストグループ「ダムタイプ」へ参加。

## 楽曲提供・音楽担当作品

### 映画
- 駅までの道をおしえて[1]（2019年10月）
- 『神天』 踊り：森山未來　映像：大場潤也（2019年10月）
- Agniyogana　坂本龍一と共に音楽を担当  監督：Emma Balnaves（2019年11月）
- ムード・ホール監督：カワイオカムラ [2][3]（2019年12月）アニマトウ国際アニメーション映画祭・エクスペリメンタルフィルム部門最優秀作品賞受賞
- 流浪の月（2022年5月）
- ロストケア（2023年3月）
- 映画『鹿の国』- 長野県諏訪地方の諏訪信仰を扱ったドキュメンタリー映画の音楽を担当(2025年正月公開)[4]。
- 国宝 （2025年6月）
- 夏の砂の上(2025年7月)

### テレビドラマ
- NHKドラマ
  - 『幸運なひと』（2023年3月）　主演：生田斗真・多部未華子
  - 『デフ・ヴォイス 法廷の手話通訳士』（2023年12月）主演：草彅剛

### 舞台
- 『VESSEL』（2016年）振付：ダミアン・ジャレ　舞台美術：名和晃平
- NODA・MAP　作・演出：野田秀樹
  - 第23回公演 『Q：A Night At The Kabuki』（2019年10月）
    - 第27回 読売演劇大賞・最優秀賞作品賞受賞

  - 第24回公演『フェイクスピア』（2021年5月）
  - 第26回公演『兎、波を走る』（2023年5月）
- 『FOMULA』（2022年10月）　森山未來×中野信子×エラ・ホチルド

### インスタレーション
- 高谷史郎 『ST/LL』
- 名和晃平 『Tornscape』（2019年8月）
- ヒルトンプラザ ウエスト15周年アニバーサリー 『スターライト シンフォニー』（2019年10月）
- 『ダムタイプ展 Actions ＋ Reflections』 @東京都現代美術館（2019年11月）
- 『音と旅する鉱物展』 九州大学総合研究博物館コレクション @三菱地所アルティアム（2019年12月）

### ショー
- コム・デ・ギャルソン JUNYA WATANABE COMME des GARÇONS PARIS FASHION WEEK 音楽（2019年9月）
- 2020年東京オリンピック追悼式・森山未來出演パート

## ライブ
- 「Sound Among Sounds」@法然院方丈
- 「FOR A SILENT SPACE - 2019 KYOTO」 @ロームシアター京都・ノースホール [5]
- フジロックフェスティバル 2023 - Marihiko Hara & Polar Mとして出演

## 連載
- 京都新聞

## 出演
- 「情熱大陸」（2017年）

## 受賞
- 令和3年度京都府文化賞奨励賞受賞

## ディスコグラフィー

### ソロアルバム
| 発売日       | タイトル              | 規格品番            |
| ------------ | --------------------- | ------------------- |
| 2020年6月5日 | PASSION               | BRC-619             |
| 2017年2月3日 | Landscape In Portrait | BRC-523             |
| 2013年4月1日 | Flora                 | dsd011, NCD-02_2013 |
| 2011年6月1日 | Credo                 | -                   |

### EP
| 発売日         | タイトル                                         | 規格品番 |
| -------------- | ------------------------------------------------ | -------- |
| 2017年12月10日 | RADIX                                            | -        |
| 2017年9月23日  | Habit – Piano Improvisation and Field Recordings | mem002   |
| 2009年12月2日  | Nostalghia                                       | #03      |
| 2009年12月1日  | unrhymed                                         | 058.2008 |

### コラボレーション
| 発売日        | タイトル                                 | 規格品番 |
| ------------- | ---------------------------------------- | -------- |
| 2016年11月1日 | Marihiko Hara & Polar M 《Dance》        | mnc017   |
| 2013年9月9日  | Marihiko Hara & Polar M 《Beyond》       | mnc014   |
| 2010年12月9日 | Tomas Phillips + Marihiko Hara 《Prosa》 | TCH02    |

### サウンドトラック
| 発売日         | タイトル                                               | 規格品番 |
| -------------- | ------------------------------------------------------ | -------- |
| 2019年12月27日 | Mood Hall (Original Soundtrack)                        | -        |
| 2019年11月7日  | 映画『駅までの道をおしえて』オリジナルサウンドトラック | -        |